# Ericeia perfidiosa
Ericeia perfidiosa är en fjärilsart som beskrevs av Walker 1858. Ericeia perfidiosa ingår i släktet Ericeia och familjen nattflyn. Inga underarter finns listade i Catalogue of Life.